# 茨城ゴルフ倶楽部
茨城ゴルフ倶楽部（いばらきゴルフくらぶ）は、茨城県つくばみらい市小島新田に広がるゴルフ場である。

## 概要

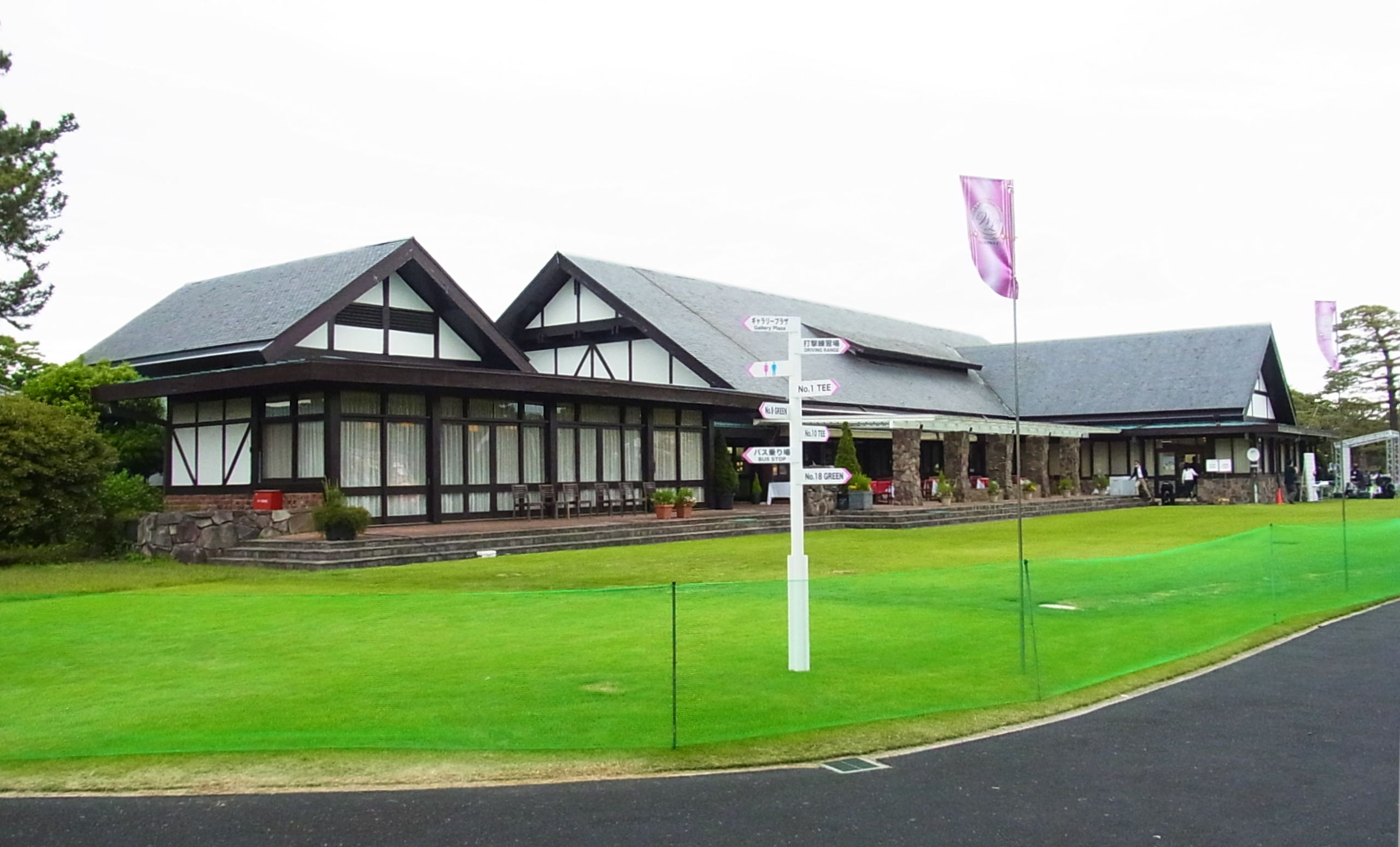
クラブハウス（2022年5月8日撮影）

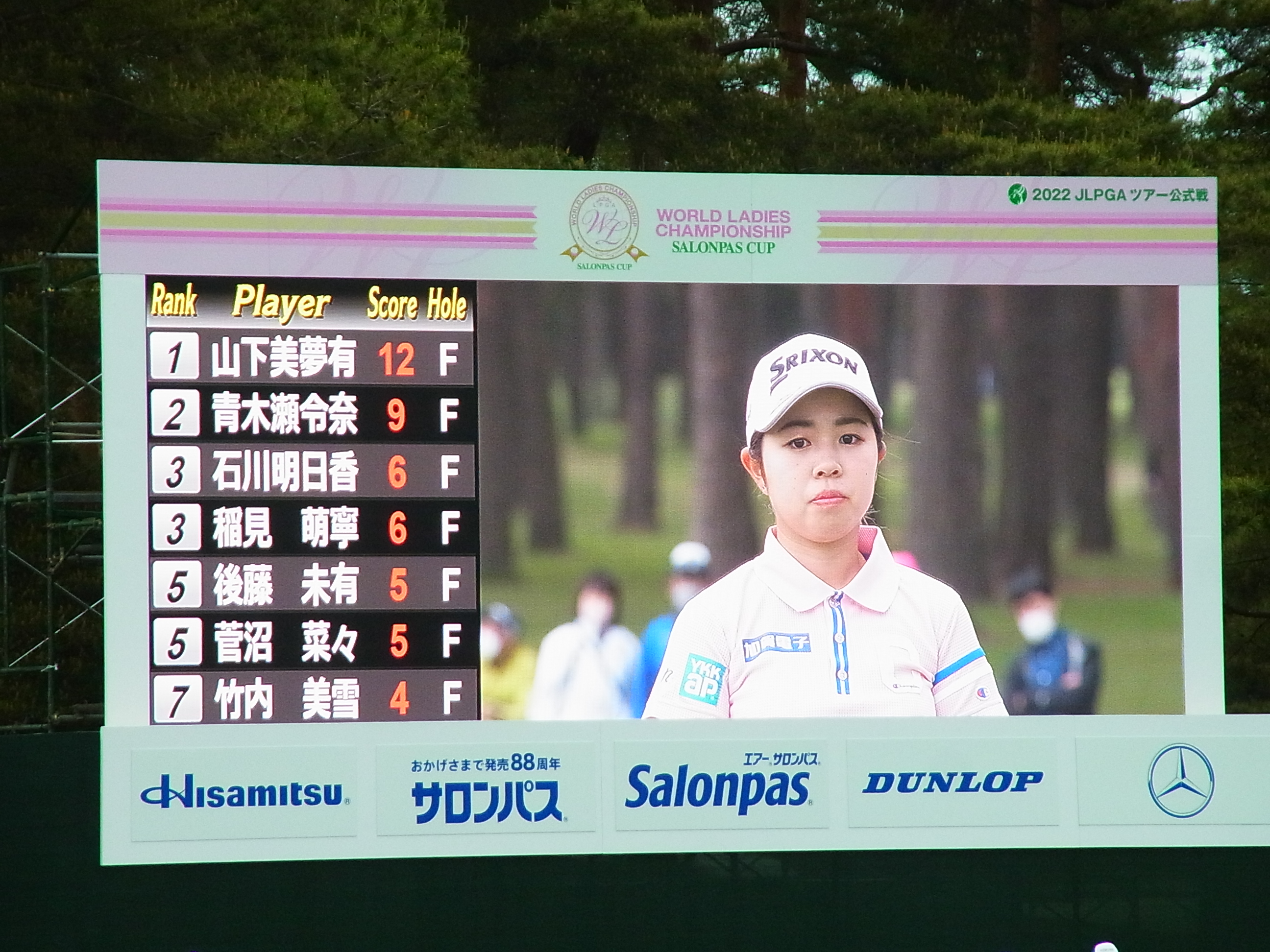
2022 ワールドレディスチャンピオンシップ サロンパスカップ（2022年5月8日 西コース）

茨城ゴルフ倶楽部があるつくばみらい市は、茨城県南地域に位置する東京都市圏、江戸時代に谷原領3万石と呼ばれた場所で関東郡代伊奈忠治によって開発された純農村だった。東京都心から約40キロメートルの距離、標高は約500メートルほどで、鬼怒川や小貝川が流れる常総台地の一部である丘陵地で、畑や森林も多く残るそうしたロケーションの所である。
安達幸三郎商店は、1930年（昭和5年）、「名古屋ゴルフ倶楽部」（1929年（昭和4年）開場、設計・大谷光明）に芝生を納入し、ゴルフ場と関りを持ったのが始まりである。ゴルフ場の建設は、「信太山ゴルフ倶楽部（大阪府、1935年（昭和10年）開場）」、「小金井カントリー倶楽部（東京都、1937年（昭和12年）開場）」などの造成工事の実績がある。
戦後、荒川河川敷の「東京都民ゴルフ場」（1955年（昭和30年）開場、設計・上田治）が、台風でコースが冠水したため、安達貞市は新たなゴルフ場建設に向けてコース用地を探した。候補地は、茨城県伊奈村小島新田、牛久沼の原野である。太平洋戦争時に放置状態の土地で、安達建設グループ「日観興業株式会社」により、36ホール規模分の買収が開始された。
1960年（昭和35年）1月、コース設計を上田治に依頼、コースの工事は安達建設株式会社によって着工された。上田治は丸ノ内ホテルで設計図を作成し、設計図を伊奈村に運ぶ繰り返しだった。安達貞市は注文を付け、東コースはスロープとマウンドに変化を付け、バンカーを少なくしたコースに、西コースは池を中心にした戦略的なコースである。
1961年（昭和36年）4月、東コースが完成し、仮開場された。翌1962年（昭和37年）9月28日、西コースが完成し、東コースと西コースが正式開場された。2011年（平成23年）7月1日、日観興業株式会社の名称を「株式会社Nikkan」に変更した。
コースは林間コースで、各ホールは豊かな松林でセパレートされていて、地形は平坦であるがドッグレッグしている。東コースはフェアウェイは広いが、マウンドがあり、谷や池があり難易度も高い。西コースは大きな池がコースを横切り、池越えが6ホールもあり油断ができない。
上田治設計の代表的な8コースで「上田治クラシック会」を結成している、地域を越えてお互いにゴルフを楽しみ、会員間の親睦交流をはかり、倶楽部運営の活性化の一助としている。「門司ゴルフ倶楽部」（福岡県、1934年（昭和9年）開場）、「大阪ゴルフクラブ」（大阪府、1937年（昭和12年）開場）、「古賀ゴルフ・クラブ」（福岡県、1953年（昭和28年）開場）、「下関ゴルフ倶楽部」（山口県、1956年（昭和31年）開場）、「奈良国際ゴルフ倶楽部」（奈良県、1957年（昭和32年）開場）、「小野ゴルフ倶楽部」（兵庫県、1961年（昭和36年）開場）、「茨城ゴルフ倶楽部」（茨城県、1962年（昭和37年）開場）、「広島カンツリー倶楽部」（広島県、1963年（昭和38年）開場）。

## 所在地
〒300-2352 茨城県つくばみらい市小島新田

## コース情報
- 開場日 - 1962年9月28日
- 設計者 - 上田 治
- 施工者 - 安達建設株式会社
- 面積 - 1,480,000m2（約44.7万坪）
- コースタイプ - 林間コース
- コース - 36ホールズ、パー144、東コース7,336ヤード、西コース7,125ヤード、コースレート東コース75.1、西コース73.4
- グリーン - 2グリーン、ベント（ペンクロス）、ニューベント
- フェアウエイ - コーライ
- ラフ - ノシバ
- プレースタイル - 乗用カート(5人乗り)、キャディ付き
- 練習場 - 20打席 260ヤード
- 休場日 - 毎週月曜日、12月31日、1月1日[2][6]

## クラブ情報
- 支配人 - 青木 則明
- 所属プロ - 細川 和彦、石島 美加
- ハウス面積 - 3,180m2（961.9坪）
- ハウス設計 - 山下寿郎設計事務所（現・株式会社山下設計）
- ハウス施工 - 国際建設株式会社[2][7]

## ギャラリー
- コース - 「茨城ゴルフ倶楽部」、東コース、「茨城ゴルフ倶楽部」、西コース
- ハウス - 「茨城ゴルフ倶楽部」、クラブハウス

## 交通アクセス
- 鉄道 - つくばエクスプレス - みらい平駅よりクラブバス利用 約5分
- 道路 - 常磐自動車道 - 谷和原ICより 8km[8]

## メジャー選手権
- 2009年（平成21年） - 第37回 ワールドレディスチャンピオンシップサロンパスカップ[9]
- 2010年（平成22年） - 第38回 ワールドレディスチャンピオンシップサロンパスカップ[10]
- 2011年（平成23年） - 第39回 ワールドレディスチャンピオンシップサロンパスカップ[11]
- 2012年（平成24年） - 第40回 ワールドレディスチャンピオンシップサロンパスカップ[12]
- 2013年（平成25年） - 第41回 ワールドレディスチャンピオンシップサロンパスカップ[13]
- 2013年（平成25年） - 第78回 日本オープンゴルフ選手権競技大会[14]
- 2014年（平成26年） - 第42回 ワールドレディスチャンピオンシップサロンパスカップ[15]
- 2015年（平成27年） - 第43回 ワールドレディスチャンピオンシップサロンパスカップ[16]
- 2016年（平成28年） - 第44回 ワールドレディスチャンピオンシップサロンパスカップ[17]
- 2017年（平成29年） - 第45回 ワールドレディスチャンピオンシップサロンパスカップ[18]
- 2018年（平成30年） - 第46回 ワールドレディスチャンピオンシップサロンパスカップ[19]
- 2019年（令和元年） - 第47回 ワールドレディスチャンピオンシップサロンパスカップ[20]
- 2021年（令和3年） - 第48回 ワールドレディスチャンピオンシップサロンパスカップ[21]
- 2022年（令和4年） - 第49回 ワールドレディスチャンピオンシップサロンパスカップ[22]

## エピソード
- 安達建設株式会社の安達貞市は「いいコースを造るのは、平坦な土地が第一」との信念を持っていた[23]。
- 安達貞市には苦い経験がある、1938年（昭和13年）、「霞ヶ関ゴルフ倶楽部（現・東京ゴルフ倶楽部）」を造ったとき、隣接の「霞ヶ関カンツリー倶楽部」36ホールを見せつけられた。「これからのチャンピオンコースは18ホールでは不足、36ホールのダブルチャンピオンコースだ」と言っていた[23]。

## 関連文献
- 『月刊ゴルフマネジメント』、26 (通号 262)、「ゴルフ倶楽部を考える(235)茨城ゴルフ倶楽部の創設 日本ゴルフコース100年史」、井上勝純著、東京 一季出版、2005年11月、2020年8月22日閲覧
- 『月刊ゴルフマネジメント』、26 (通号 263)、「ゴルフ倶楽部を考える(236)茨城ゴルフ倶楽部の発展 日本ゴルフコース100年史」、井上勝純著、東京 一季出版、2005年12月、2020年8月22日閲覧
- 『ゴルフ場ガイド 東版』2006-2007、「茨城ゴルフ倶楽部（茨城県）」、東京 ゴルフダイジェスト社、2006年5月、2020年8月22日閲覧
- 『美しい日本のゴルフコース BEAUTIFUL GOLF CULTURE IN JAPAN 日本のゴルフ110年記念 ゴルフは日本の新しい伝統文化である』、ゴルフダイジェスト社「美しい日本のゴルフコース」編纂委員会編、「茨城ゴルフ倶楽部」、東京 ゴルフダイジェスト社、2013年12月、2020年8月22日閲覧